# Абу-Хамізе
Абу-Хамізе (перс. ابوحميظه) — невелике місто на південному заході Ірану, у провінції Хузестан. Входить до складу шахрестану Дешт-е-Азадеган.
На 2006 населення становило 5 247 осіб.
Альтернативні назви: Абу-Хомейзе (Abu Homeyzeh), Абу-Хумайза (Abu Humaizah), Абу-Хумайдха (Abu Humaidhah), Садр-е Абу Хомейзе (Sadr-e Abu Homeyzeh).

## Географія
Місто розташоване на заході Хузестану, у північно-західній частині Хузестанської рівнини, на висоті 18 метрів над рівнем моря.
Абу-Хамізе розташоване на відстані приблизно 45 кілометрів на північний захід від Ахваза, адміністративного центру провінції і на відстані 540 кілометрів на північний захід від Тегерана, столиці країни.